# Margaretha van Opole
Margaretha van Opole (circa 1412/1414 - 1454) was een Poolse prinses uit het huis Piasten en van 1441 tot 1454 hertogin van Ohlau. Ze behoorde tot de Silezische tak van het huis Piasten.

## Levensloop
Margaretha was de dochter van hertog Bolko IV van Opole en diens echtgenote Margaretha, die vermoedelijk tot het huis Gorizia behoorde. 
Rond 1423 huwde ze op ongeveer elfjarige leeftijd met hertog Lodewijk III van Ohlau en werd Margaretha hertogin-gemalin van Ohlau, Lüben en Haynau. Uit het huwelijk werden twee zonen geboren:
- Jan I (1425-1453), hertog van Lüben
- Hendrik X (1426-1452), hertog van Haynau

Na het overlijden van Lodewijk III erfde Margaretha het hertogdom Ohlau, terwijl haar zonen Jan en Hendrik X de hertogdommen Lüben en Haynau erfden. Wegens financiële problemen moesten Jan en Hendrik in 1446 Lüben verkopen aan hertog Hendrik IX van Glogau.
Margaretha stierf in januari 1454. Ze overleefde haar twee zonen, waardoor het hertogdom Ohlau naar haar kleinzoon Frederik I ging, de zoon van Margaretha's zoon Jan.  